# XM Fico Tây Ninh FC
Der XM Fico Tây Ninh Football Club (vietnamesisch Câu lạc bộ Bóng đá Xi măng Fico Tây Ninh) war ein 1976 gegründeter Fußballverein aus Tây Ninh, der bis zu seiner Auflösung 2021 in der zweithöchsten vietnamesischen Liga, der V.League 2, spielte.

## Erfolge
- Vietnamese Second League: 2013, 2015

## Stadion
Seine Heimspiele trug der Verein im Tay Ninh Stadium in Tây Ninh aus. Das Stadion hat ein Fassungsvermögen von 15.500 Personen.
Koordinaten: 11° 19′ 26″ N, 106° 6′ 14″ O

## Saisonplatzierung
| Saison | Liga                     | Platz           | Vietnamese Cup |
| ------ | ------------------------ | --------------- | -------------- |
| 2015   | Vietnamese Second League | 1. (Gruppe A) ▲ |                |
| 2016   | V.League 1               | 5.              | Achtelfinale   |
| 2017   | V.League 1               | 6.              | 1. Runde       |
| 2018   | V.League 1               | 6.              | 1. Runde       |
| 2019   | V.League 1               | 7.              | Achtelfinale   |
| 2020   | V.League 2               | 7.              | 1. Runde       |